# MORiS Chorzów

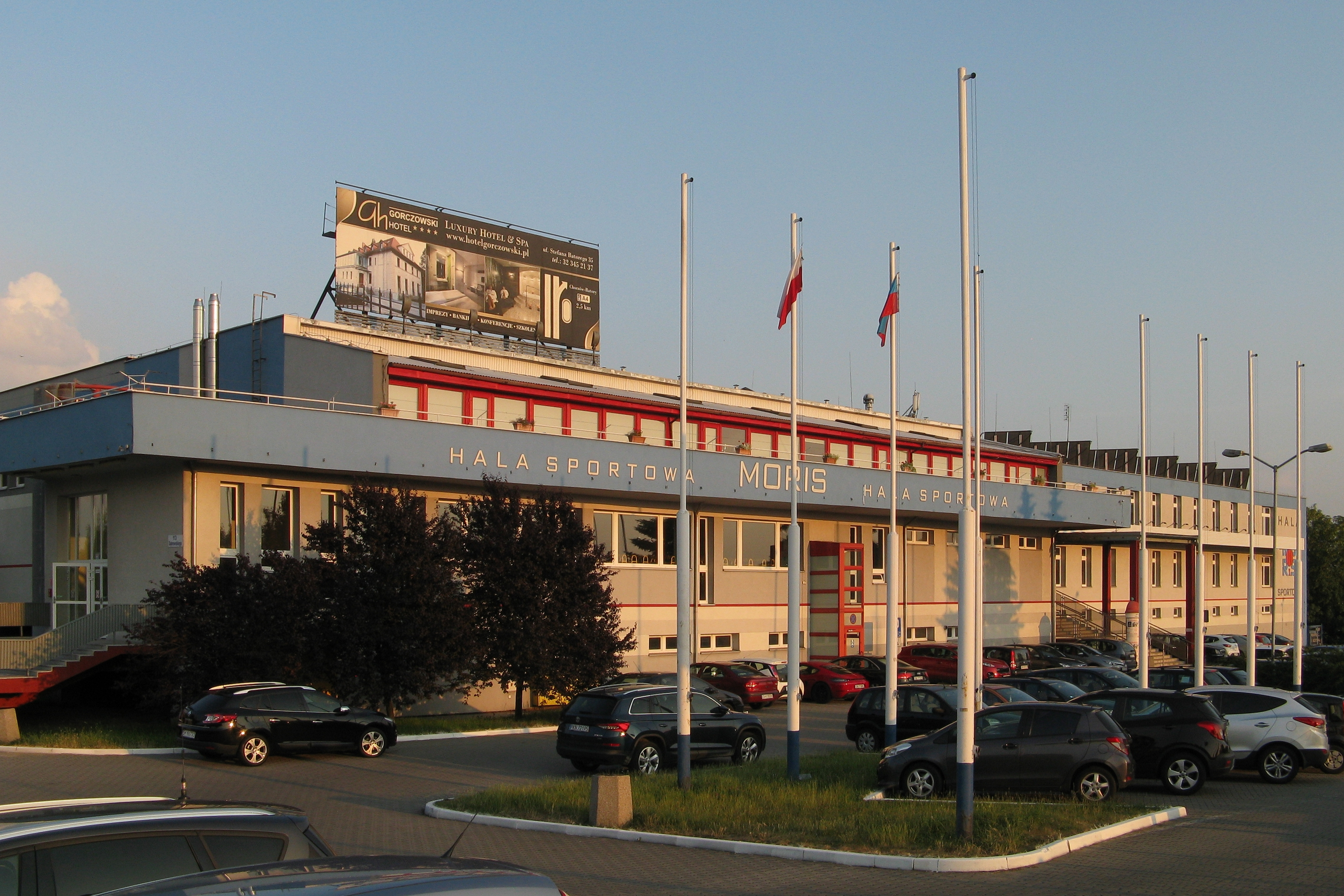
Budynek hali Miejskiego Ośrodka Rekreacji i Sportu w Chorzowie w 2018 roku

MORiS Chorzów – polski klub futsalowy z Chorzowa. W sezonach 1995/1996 i 1997/1998 występował w I lidze. W sezonie 1997/1999 pod nazwą Stolbud Chorzów. 